# ATP Tour World Championships 1993 - Singolare
Il singolare del torneo di tennis ATP Tour World Championships 1993, facente parte dell'ATP Tour, ha avuto come vincitore Michael Stich che ha battuto in finale 7–6, 2–6, 7–6, 6–2  Pete Sampras.

## Tabellone

### Legenda
| - Q = Qualificato - WC = Wild card - LL = Lucky loser | - ALT = Alternate - SE = Special Exempt - PR = Protected Ranking | - w/o = Walkover - r = Ritirato - d = Squalificato |

### Finali
|  | Semifinali       | Semifinali       | Semifinali       | Semifinali       | Semifinali       | Semifinali | Semifinali |  |  | Finale        | Finale        | Finale        | Finale | Finale | Finale | Finale |  |
|  |                  |                  |                  |                  |                  |            |            |  |  |               |               |               |        |        |        |        |  |
|  | Pete Sampras     | Pete Sampras     | Pete Sampras     | Pete Sampras     | Pete Sampras     | 6          | 6          |  |  |               |               |               |        |        |        |        |  |
|  | Andrij Medvedjev | Andrij Medvedjev | Andrij Medvedjev | Andrij Medvedjev | Andrij Medvedjev | 3          | 3          |  |  | Pete Sampras  | Pete Sampras  | Pete Sampras  | 63     | 6      | 67     | 2      |  |
|  | Michael Stich    | Michael Stich    | Michael Stich    | Michael Stich    | Michael Stich    | 7          | 712        |  |  | Michael Stich | Michael Stich | Michael Stich | 7      | 2      | 79     | 6      |  |
|  | Goran Ivanišević | Goran Ivanišević | Goran Ivanišević | Goran Ivanišević | Goran Ivanišević | 62         | 610        |  |  |               |               |               |        |        |        |        |  |

### Gruppo Arthur Ashe
|   |                  | Sampras       | Bruguera      | Edberg              | Ivanišević          | RR W–L | Set W–L | Game W–L | Standings |
| 1 | Pete Sampras     |               | 6-3, 4-6, 6-2 | 6-3, 7–6(3)         | 6-3, 1-6, 6-3       | 3–0    | 6–2     | 42–32    | 1         |
| 4 | Sergi Bruguera   | 3-6, 6-4, 2-6 |               | 2-6, 4-6            | 4-6, 6(4)–7         | 0–3    | 1–6     | 28–38    | 4         |
| 5 | Stefan Edberg    | 3-6, 6(3)–7   | 6-2, 6-4      |                     | 6(3)–7, 7–6(5), 3-6 | 1–2    | 3–4     | 37–38    | 3         |
| 8 | Goran Ivanišević | 3-6, 6-1, 3-6 | 6-4, 7–6(4)   | 7–6(3), 6(5)–7, 6-3 |                     | 2–1    | 5–4     | 43–42    | 2         |

La classifica viene stilata in base ai seguenti criteri: 1) Numero di vittorie; 2) Numero di partite giocate; 3) Scontri diretti (in caso di due giocatori pari merito ); 4) Percentuale di set vinti o di games vinti (in caso di tre giocatori pari merito ); 5) Decisione della commissione.

### Gruppo Rosso
|  |                  | Stich            | Medvedjev        | Courier          | Chang            | RR W–L | Set W–L | Game W–L | Standings |
|  | Michael Stich    |                  | 6-3, 6-4         | 7-5, 6-4         | 4-6, 7–6(3), 6-2 | 3-0    | 6-1     | 42-30    | 1         |
|  | Andrij Medvedjev | 3-6, 4-6         |                  | 6-3, 1-6, 7–6(4) | 2-6, 6-4, 6-2    | 2-1    | 4-4     | 35-39    | 2         |
|  | Jim Courier      | 5-7, 4-6         | 3-6, 6-1, 6(4)–7 |                  | 4-6, 0-6         | 0-3    | 1-6     | 28-39    | 4         |
|  | Michael Chang    | 6-4, 6(3)–7, 2-6 | 6-2, 4-6, 2-6    | 6-4, 6-0         |                  | 1-2    | 4-4     | 36-35    | 3         |